# Estação Rossiiskaia
Rossiiskaia (em russo:  Российская) é uma estação terminal da Linha 1 do Metro de Samara, na Rússia. A estação «Rossiiskaia» está localizada após a estação «Moskovskaia».